# Mute
La sopa de mute o mute es como se conoce en algunas regiones de Colombia a una sopa típica tradicional.
Es un plato típico de la gastronomía de los departamentos  ubicados en la Cordillera Oriental de Colombia, especialmente de Cundinamarca y Boyacá, pero uno de los mutes más reconocidos lo encontramos en la región de los dos Santanderes (Norte de Santander y Santander), el mute santandereano.

## Mute
En Cundinamarca se prepara a partir de maíz previamente precocido en agua con cenizas de madera quemada; el maíz con este tipo de precocción generalmente adquiere una forma de rosa o palomita, después se lava con suficiente agua a fin de quitar los residuos de lejía y se cuece en agua adicionando pequeños trozos de carne, vísceras de cerdo, res u oveja, papa, habas, arvejas y algún otro vegetal; todo esto condimentando con cilantro, ajo y sal.
La expresión mute también puede hacer referencia a una sopa dulce preparada con el mismo maíz blanco, la cual después de cocinarse recibe azúcar y ocasionalmente panela, en algunas regiones, especialmente en el Tolima puede recibir el nombre de mazamorra, la cual no debe confundirse con la mazamorra santandereana.

## Mute santandereano
Se conoce a una sopa conocida como mute santandereano y se atribuye su origen a los departamentos de Santander y Norte de Santander.
Este mute está hecho a base de maíz pelado, costilla, estómago (incluyendo los callos) y  patas de res, con presencia de una gran cantidad de verduras y especias, entre ellas papa criolla (papa nativa colombiana pequeña y de color amarillo), habas y frijoles. El mute, tradicionalmente, puede cocinarse en fogones de leña para obtener un mejor sabor. Otras variantes del mute santandereano se preparan con fundamento en el anterior pero deben llevar yuca, vísceras de cordero (intestinos, corazón, hígado y estómago) y pata de res, todo ello picado en trozos pequeños. 
La sopa de mute, principalmente en la región santandereana, puede llevar maíz blanco y frijoles dejándolos hervir; también se le puede agregar pata de vaca y papa, tal y como se prepara en Puente Nacional, Sucre, La Belleza, etc.